# Vokalsinfonie
Vokalsinfonie  är en symfoni komponerad av Hans Werner Henze 1955.  Texten är av den tyske författaren Heinz von Cramer.
Liksom den fjärde symfonin är Vokalsinfonie härledd från Henzes opera König Hirsch (Kung Hjort).
Den är komponerad för tio solosångare som utför roller från operan:
- Scollatella I - IV - Sopraner
- König (Kung) - Tenor
- Stimmen des Waldes (Skogsröster) - sopran, mezzosopran, altstämma, tenor och bas

och en orkester av: 3 flöjter (nr 3 dubblerar piccolaflöjt), 2 oboer, engelskt horn, 2 klarinetter, basklarinett, 2 fagotter, kontrafagott, 4 valthorn, 3 trumpeter, 2 tromboner, tuba, klockspel, vibrafon, triangel, mandolin, harpa, celesta, piano och stråkar.
Symfonin är i fem satser:
1. Genesi (Genesis)
2. Introduzione e Sonata
3. Variazioni (Variationer)
4. Capriccio
5. Ricercar

En typisk föreställning varar cirka 20 minuter.